# لاكوتا (قبيلة)

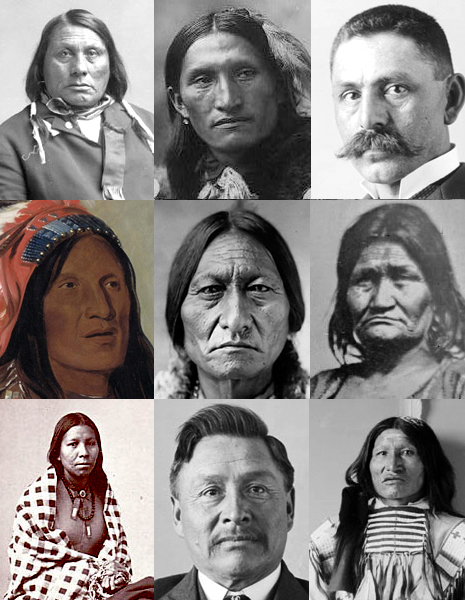
وجوه من قبائل لاكوتا

قبائل لاكوتا أو شعب لاكوتا، وتعرف أيضًا باسم تيتون وتيتونوان («سكان البراري») وتيتون سو هي من قبائل السكان الأصليين لأمريكا المعروفين بهنود السهول. تشكل هذه القبائل جزءًا من اتحاد سبع قبائل من أمة السو ترتبط فيما بينها بصلة قرابة، وتتحدث هذه القبائل لغة اللاكوتا، وهي واحدة من اللهجات الثلاث الرئيسة للغة السو.
من مشاهير رجال اللاكوتا الثور الجالس والجواد الجامح والعداء الأولمبي بيلي ميلز (المعروف أيضًا باسم «ماكاتا تاكا هيلا»)، وهو ثاني أمريكي من السكان الأصليين يحصل على ذهبية أولمبية (أولمبياد طوكيو 1964).